# انریک ماسیپ
انریک ماسیپ (اسپانیایی: Enric Masip‎؛ زادهٔ ۱ سپتامبر ۱۹۶۹) بازیکن هندبال اهل اسپانیا بود.
از باشگاه‌هایی که در آن بازی کرده‌است می‌توان به باشگاه هندبال بارسلونا اشاره کرد.